# Tardía de Masma
Tardía de Masma es el nombre de una variedad cultivar de manzano (Malus domestica). Esta manzana es originaria de Galicia, está cultivada en la colección de árboles frutales y banco de germoplasma de Mabegondo con el Nº 309; ejemplares procedentes de esquejes localizados en Santo André de Masma, parroquia del municipio de Mondoñedo (Lugo).

## Sinónimos
- "Manzana Tardía de Masma",[4][5]
- "Maceira Tardía de Masma".

## Características
El manzano de la variedad 'Tardía de Masma' tiene un vigor vigoroso. Tamaño grande y porte erguido.
Época de inicio de brotación a partir desconocido y de floración a partir del 5 de abril.
Las hojas tienen una longitud del limbo de tamaño medio, con la máxima anchura del limbo es media. Longitud de las estípulas es corta y la máxima anchura de las estípulas es desconocido. Denticulación del borde del limbo es ondulado, con la forma del ápice del limbo acuminado y la forma de la base del limbo es obtuso. Con subestípulas ausentes.
Sus flores tienen una longitud de los pétalos corta, con una anchura de los pétalos media, disposición de los pétalos en contacto entre sí, con una longitud del pedúnculo larga.
La variedad de manzana 'Tardía de Masma' tiene un fruto de tamaño grande, de forma plana-globosa, de color amarillo, con chapa lavada, e intensidad pálida. Epidermis de textura desigual, con pruina en su superficie y con presencia de cera media. Sensibilidad al "russeting" (pardeamiento áspero superficial que presentan algunas variedades) muy poco sensible. Con lenticelas de tamaño mediano.
Los sépalos están dispuestos de forma planos convergentes, y libres en su base; su fosa calicina es profunda y de una anchura media. Pedúnculo de grosor medio y de longitud medio, siendo la cavidad peduncular de una profundidad profunda y de anchura ancha. Con pulpa de color blanca, cuya firmeza es firme y su textura es crocante; su jugosidad es jugosa, con sabor de acidez media, y aromática.
Época de maduración y recolección a partir del 5 de octubre. 'Tardía de Masma' es una manzana que su destino es la conservación de esta variedad en el banco de germoplasma de Mabegondo como reserva genética.

## Susceptibilidades
- Oidio: ataque débil
- Moteado: no presenta
- Raíces aéreas: no presenta
- Momificado: ataque débil
- Pulgón lanígero: no presenta
- Pulgón verde: ataque débil
- Araña roja: no presenta
- Chancro del manzano: no presenta.[3]